# 大阪シティエアターミナル

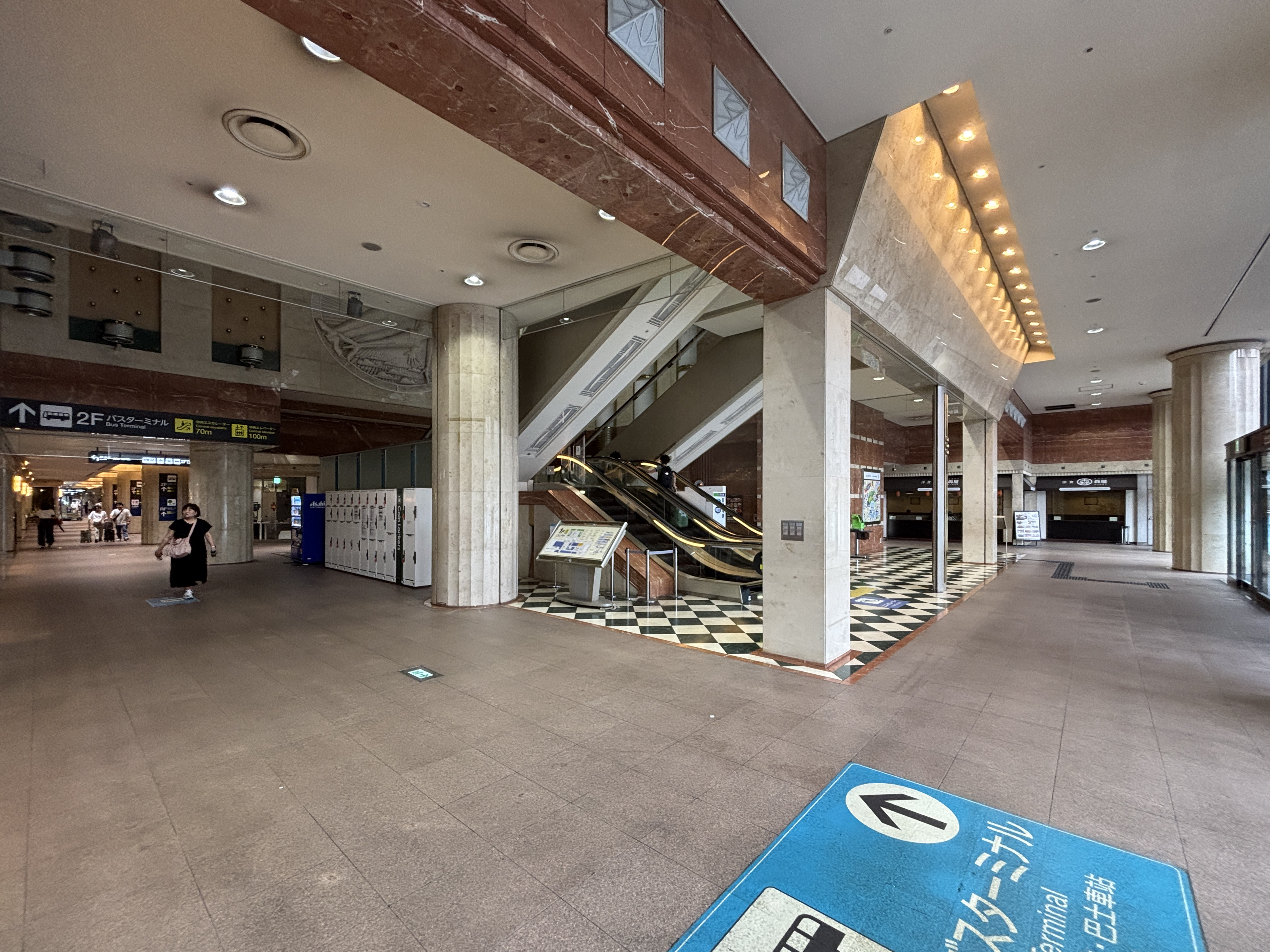
OCAT 1階

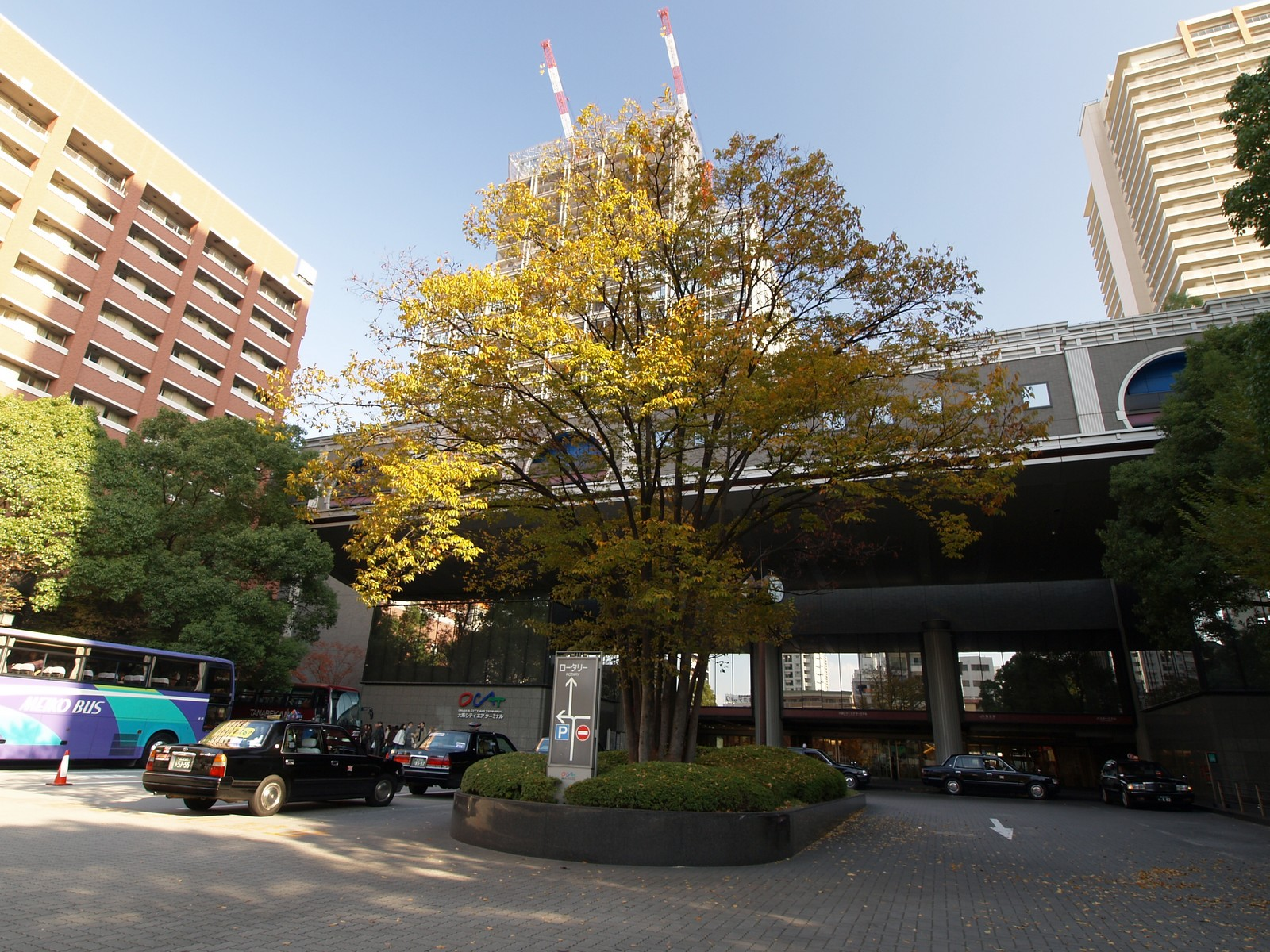
OCAT（西側）

大阪シティエアターミナル（おおさかシティエアターミナル）は、大阪府大阪市浪速区湊町一丁目にある複合商業施設である。略称は「OCAT」（オーキャット）。
地下2階・地上6階建てで、地下1階にはJR難波駅、2階にはミナミにおけるバスターミナルとして長距離の高速バスや観光・ツアーバスの拠点となる『OCATバスターミナル』を併設している。

## 概要
1994年9月4日に開港した関西国際空港（以下「関空」）へのアクセスを充実させるため、JR難波駅の再開発計画（通称：ルネッサなんば）の一環として1996年に開業した。経営母体は大阪市が出資する第三セクターの湊町開発センター（MDC）である。
開業当初は関空へのアクセス拠点としての色合いが強く、通常空港内で行っている出発便の搭乗手続きも行っていたが、2001年9月11日のアメリカ同時多発テロ事件の影響により、2002年4月1日から全面的に廃止された。なお東京シティエアターミナル（TCAT）と異なり、当初より出国審査機能は無かった。関空快速の一部が昼間時地下にあるJR難波駅に1時間間隔で発着していたが2008年に廃止された。ラピートが発着する南海難波駅とは直線距離で500mほど離れている。関空との直通交通機関として、リムジンバスの運行がなされている。
バスターミナルの他、ビルにはオフィスやショッピングセンターとして多様な店舗が入居している。ミナミの繁華街から離れていることもあり、利用客は伸びていなかったが、2004年度決算で1996年のビル開業以来初めて、当期損益で1億6,300万円の黒字を達成した。入居店舗やバスターミナルなどの収入が好調だったためで、当初、2011年度を目標にしていた債務超過の解消も前倒しで実現した。
近年は、周辺開発が順調に進んでいることや関東・四国方面への高速バスが充実したことで利用客も増えており、2005年度以降2010年度まで単年度黒字を計上している。MDCの累積赤字は約307億円だったが、その後、資本金と資本準備金合計約307億円を減資して累積赤字を補填したため累積赤字も解消されている。

## フロア構成
- 屋上 - 屋上ガーデン
  - 中央エレベーターで直通。
- 地上6階 - 事務所

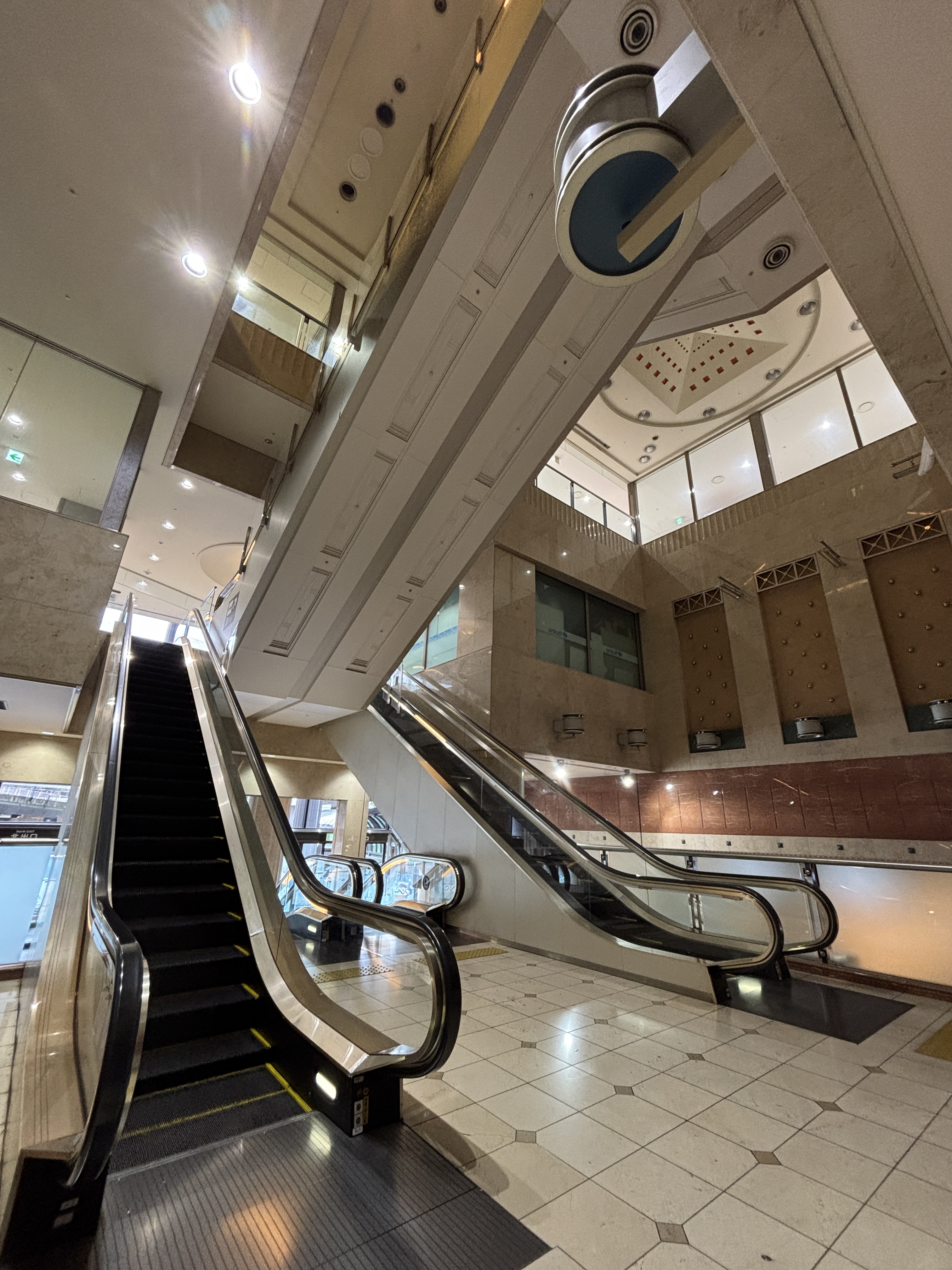
OCAT エスカレーター

- 地上5階 - レストランとオフィスとなんば市税事務所のフロア
- 地上4階 - 学習センターとオフィスのフロア
- 地上3階 - 輸入食材、雑貨とリラクゼーションのフロア
- 地上2階 - OCATバスターミナル
- 地上1階 - 酒、ファッション、雑貨、レストラン、カフェのフロア
- 地下1階 - カフェ、レストラン、ドラッグ、コンビニとJR難波駅のフロア
  - ポンテ広場、マルイト難波ビル・近鉄新難波ビル・サンケイビル・地下駐車場との連絡口
- 地下3階・4階 - 医療法人聖授会 OCAT予防医療センター

### ポンテ広場

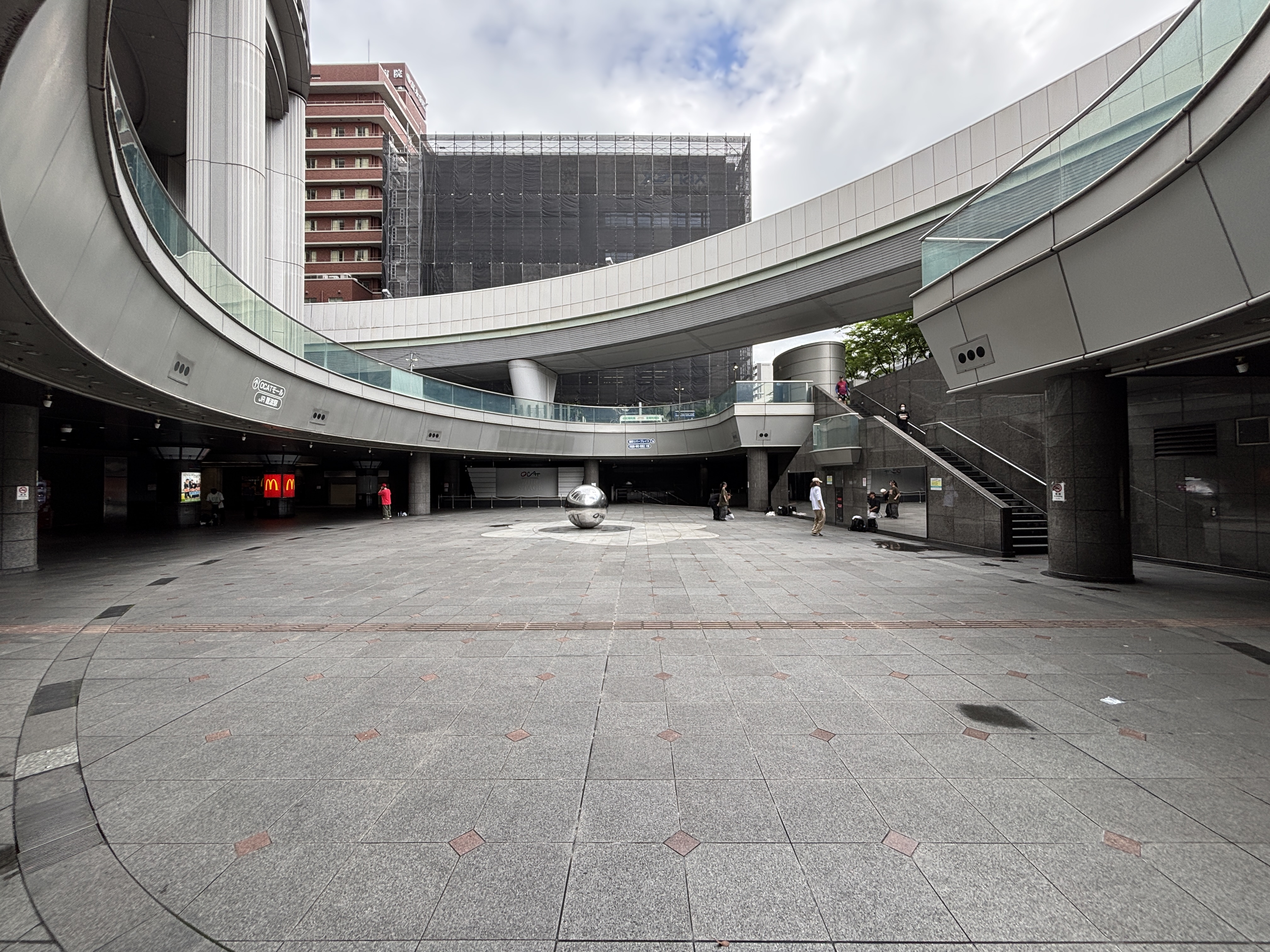
OCAT（ポンテ広場）

地下1階、JR難波駅となんばウォークの連絡通路の間にある広場。休日の昼間を中心に、ストリートダンスの練習のために多く若者が集まる人気スポットとなっている。
OCATのオープン当初から自然発生的に定着し、人気となった。ちなみにここで最初にダンスを始めたのは、関西のヒップホップチーム「Colors」。それを見たOCAT側も気をきかせて、練習に活用してもらおうと壁面に大型鏡を設置したところ、たちまち多くの若者が集まるようになった。

## 主な店舗
すべての店舗およびオフィスの一覧は、公式ホームページ を参照のこと。
5階
- アサヒビヤレストラン スーパードライ
- 家族亭
- 鶴橋風月
- 実演手打うどん 杵屋
- 【焼肉の店 ぜろはち】
- アジア料理 五・八・五
- しゃぶ扇
- 上海縁
- 中国酒家 朝陽閣
- しきの花
- 出汁鍋 門戸
- なんば市税事務所

4階
- 大阪市立難波市民学習センター
- 占いハウス クィーン

3階
- Studio an Rouge(スタジオ アン ルージュ)
- リラクゼーション ゆうらり

2階
- OCATバスターミナル

1階
- ザ・ダイソー
- 大阪OCAT郵便局
- 大阪宝くじドリーム館
- やまや
- グリーンカフェ
- 犇屋
- マイアトリエ

地下1階
- マクドナルド OCATモール店
- サイゼリヤ
- アルヘイム
- ファミリーマート
- コクミンドラッグ
- 日産レンタカー なんばOCAT店

地下3・4階
- 医療法人聖授会 OCAT予防医療センター

### 過去の主な店舗
5階
- 梅の花
- 丸善 なんばOCAT店
2009年9月30日に閉店。跡地には近鉄百貨店系の「BOOK RANKING」（なんばOCAT店）を経て、「COMICS JUNKUDO」（難波店）が入居し、2016年9月25日に「COMICS JUNKUDO」も閉店[5]。
- Enchante（アンシャンテ）・・・跡地には、アンビエンテ・コロニカがオープン予定。
- 祇園寿司 - 跡地には、しきの花が出店。
- なんば義城苑（ぎじょうえん） ← ちんぐ亭 - 跡地には、なんば豚美人（とんびじん）が出店。
- 小龍（シャオロン） - 跡地には、中国酒家 朝陽閣が出店。
- 英國屋 - 跡地には、えびすカレーが出店。
- いなば和幸 - 跡地には、同じ運営会社が「銀めし さちのや食堂」へ業態変更している。
- 銀座ハゲ天 - 跡地には、レガロベリータがオープン。
- アンビエンテ・コロニカ（旬・野菜料理）※2013年2月16日オープン - 2013年4月14日に、エブリディとしてリニューアルオープン
- なんば豚美人 OCAＴモール店 - 跡地には、ぜろはち 難波OCAT店が出店。

3階
- 日三家具
地上3階の半分以上の区画に入居していたが、2009年5月で閉店。跡地には、2012年3月2日にフィットネスクラブが開業している。
- 異人館（衣料・輸入雑貨） - 2012年11月17日閉店[6]。

2階
- カフェポート　アゲイン - 2013年3月31日で閉店[7]。跡地には、おみやげ KIOSKがオープン。

1階
- Lumiere（ルミエール）（フラワー＆ナチュラルグッズ）- 2012年11月25日で閉店[8]。

## OCATバスターミナル
正式名称は「湊町バスターミナル」。乗り入れる運行会社ごとに異なる名称が使われているため、利用の際には注意が必要。
近隣には阪神高速1号環状線・15号堺線の湊町出入口がある ため、梅田・大阪・新大阪駅発着の多くの路線がここを経由している。また、日本交通（および共同運行各社）は大半の便の起終点を梅田・新大阪駅から当地に変更した。

### 停留所名
複数社による共同運行の場合、運行会社によってこのバスターミナルの名称が違う事例もある。特に南海難波駅の5階にある『なんば高速バスターミナル』と混同される場合があるため、発車標などで注意喚起がなされている。
なお、このターミナルに立ち寄らない路線は南海バス（および共同運行各社）による一部の路線のみ。
- 近鉄バス系・富士急バス・富士急湘南バス - 「近鉄なんば駅西口（OCATビル）」
- 南海バス・西日本JRバス・JRバス中国 - 「湊町バスターミナル（OCAT）」
- JR四国バス - 「JRなんば駅」
- 長電バス・西肥バス・千葉交通・江ノ電バス - 「湊町バスターミナル」
- 阪急バス - 「JRなんば駅 (OCAT)」
- 高松エクスプレス - 「OCAT（湊町バスターミナル）」
- 四国高速バス - 「湊町バスターミナル（JRなんば駅）」
- 日本交通系・京都交通・関西空港交通・岸和田観光バス　- 「なんば（OCAT）」
- 大阪空港交通 - 「OCAT（JR難波）」
- 両備バス・下津井電鉄 - 「湊町（OCAT）」
- WILLER GROUP[注釈 2][9] - 「なんばOCAT」
- 日本中央バス - 「大阪OCAT」

過去に乗り入れていたバス会社
- JR九州バス - 「JRなんば（湊町BT）」[注釈 3]
- JR東海バス -「湊町バスターミナル」
- JRバス関東 - 「湊町バスターミナル（OCAT）」
- 京阪バス - 「なんば（OCAT）」

### 設備について
高速バスの利用者で、事前に乗車券を購入していない場合は、発券カウンターで当日券を入手することになる。
発券カウンターは日本交通・近鉄バス・南海バス・JRバスグループ が運営しており、路線ごとに取り扱う窓口が異なることが特徴。営業時間は、いずれも5時30分から23時30分まで。
関空および大阪国際空港へのリムジンバスを利用時は、自動券売機で乗車券を購入する。
のりば・おりば
- のりば - 合計10面あり、西半分に1番から6番、東半分に7番から10番が割り振られている。
  - 団体貸切バス（観光・ツアーバス（2013年7月31日昼行分まで）） ・新高速乗合バス： 1番 - 2番
  - 空港リムジンバス ： 9番 - 10番
  - 新高速乗合バス以外の高速バス ： 4番 - 9番
- おりば ： 1番 - 2番 - 3番（空港リムジンバス9番 - 10番）

### 利用可能な路線

#### 空港リムジンバス
- 10番のりば：大阪国際空港（阪急観光バス）
- 9番のりば：関西国際空港（OCATシャトル、日本交通・関西空港交通）

#### 東北方面
| のりば番号 | 行き先                                                                               | 路線名（通称） | 運行会社           |
| ---------- | ------------------------------------------------------------------------------------ | -------------- | ------------------ |
| 7          | 仙台駅                                                                               | フォレスト号   | 近鉄バス・宮城交通 |
| 7          | 西郷バスストップ・須賀川・郡山駅・二本松バスストップ・福島駅・福島高速バスターミナル | ギャラクシー号 | 近鉄バス・福島交通 |

#### 関東方面
| のりば番号 | 行き先                                                             | 路線名（通称）                       | 運行会社                      |
| ---------- | ------------------------------------------------------------------ | ------------------------------------ | ----------------------------- |
| 3          | 東京大手町・TDL                                                    | WILLER EXPRESS                       | WILLER EXPRESS （大阪営業所） |
| 3          | バスタ新宿・池袋・TDS                                              | WILLER EXPRESS                       | WILLER EXPRESS （本社営業所） |
| 3          | バスタ新宿・TDL・TDS                                               | WILLER EXPRESS                       | 帝産観光バス                  |
| 4          | 東京駅（八重洲通り）・上野駅・浅草駅・TDL・東雲車庫                | フライングスニーカー大阪号           | 近鉄バス・東北急行バス        |
| 5          | 池尻大橋・バスタ新宿・東京駅日本橋口・新木場駅                     | サザンクロス和歌山号                 | 南海ウイングバス              |
| 5          | 横浜駅西口・東京駅（八重洲通り）・TDL・東雲車庫                    | フライングライナー号                 | 近鉄バス・東北急行バス        |
| 6          | 藤沢駅南口・鎌倉駅東口・横須賀駅・戸塚駅東口                       | 高速バス鎌倉線                       | 南海バス・和歌山バス          |
| 6          | 立川駅北口・玉川上水駅南口                                         | サザンクロス号                       | 南海バス（運休中）            |
| 7          | つくばセンター・土浦駅東口・水戸駅南口                             | よかっぺ号                           | 近鉄バス・関東鉄道            |
| 7          | 久喜駅・栃木駅・宇都宮駅                                           | とちの木号                           | 近鉄バス・関東自動車          |
| 7          | 京王八王子駅・バスタ新宿                                           | ツィンクル号・カジュアルツィンクル号 | 近鉄バス・西東京バス          |
| 8          | 藤岡・高崎・前橋駅・前橋バスセンター                               | シルクライナー                       | 日本中央バス                  |
| 8          | さいたま新都心駅・館林・太田駅・桐生駅・伊勢崎駅・前橋バスセンター | シルクライナー                       | 日本中央バス                  |

#### 甲信越方面
| のりば番号 | 行き先                                         | 路線名（通称）                     | 運行会社           |
| ---------- | ---------------------------------------------- | ---------------------------------- | ------------------ |
| 4          | 韮崎駅・甲府駅南口                             | クリスタルライナー                 | 近鉄バス・山梨交通 |
| 6          | 柏崎駅前・長岡駅東口・東三条駅前               | 高速バス三条・長岡・柏崎線         | 南海バス・越後交通 |
| 6          | 長野駅前・須坂駅・湯田中駅・妙高高原駅・飯山駅 | サザンクロス号・長電エクスプレス号 | 南海バス・長電バス |
| 7          | 上田駅・佐久平駅・小諸駅・軽井沢駅             | 千曲川ライナー                     | 近鉄バス・千曲バス |

#### 東海・北陸方面
| のりば番号 | 行き先                                                      | 路線名（通称）   | 運行会社                     |
| ---------- | ----------------------------------------------------------- | ---------------- | ---------------------------- |
| 3          | 名古屋駅                                                    | WILLER EXPRESS   | WILLER EXPRESS（大阪営業所） |
| 4          | 東静岡駅・富士駅・富士宮駅・富士山駅・河口湖駅              | フジヤマライナー | 近鉄バス・富士急バス         |
| 5          | 郡上八幡・高山駅前 高山駅前・新穂高ロープウェイ（季節運行） | ウエストライナー | 近鉄バス・濃飛乗合自動車     |
| 8          | あわら湯のまち駅・山代温泉・片山津温泉                      | SPA LINE北陸     | 岸和田観光バス               |
|            | 北陸小松・金沢駅・北観佐奇森車庫                            |                  | 近鉄バス・北日本観光自動車   |

#### 近畿（淡路島除く）方面
| のりば番号 | 行き先                                 | 路線名（通称）                   | 運行会社               |
| ---------- | -------------------------------------- | -------------------------------- | ---------------------- |
| 4          | J-GREEN堺クラブハウス前                | FERRY LINE                       | 岸和田観光バス         |
| 5          | 泉大津港                               | FERRY LINE                       | 岸和田観光バス         |
| 8          | 西舞鶴駅・中舞鶴・東舞鶴駅・舞鶴営業所 | 舞鶴 - 大阪なんば線              | 日本交通・京都交通     |
| 8          | みなべ町・紀伊田辺駅・白浜             | 白浜エクスプレス大阪号           | 西日本JRバス・明光バス |
| 8          | 福知山駅                               | 福知山 - 大阪線                  | 日本交通               |
| 9          | 東舞鶴駅                               | 舞鶴 - 大阪なんば線              | 京都交通               |
|            | 神戸三田プレミアム・アウトレット       | 神戸三田プレミアムアウトレット号 | 近鉄バス               |
|            | ネスタリゾート神戸                     | ネスタリゾート神戸特急線         | 近鉄バス               |

備考
- 『舞鶴 - 大阪なんば線』は基本的に8番のりばから発車するが、20時30分発に限り9番のりば発となる（9番のりば発はこの1便のみ）。

#### 中国方面
| のりば番号 | 行き先                   | 路線名（通称）         | 運行会社                                             |
| ---------- | ------------------------ | ---------------------- | ---------------------------------------------------- |
| 5          | 笠岡・井原・神辺         | カブトガニ号           | 中国バス                                             |
| 7          | 岡山駅西口               | 吉備エクスプレス大阪号 | JRバス中国・両備バス・下津井電鉄                     |
| 7          | 福山駅                   | びんごライナー号       | 中国バス                                             |
| 7          | 鳥取駅バスターミナル     | 山陰特急バス           | 日本交通（大阪）・日本交通（神戸）・日本交通（鳥取） |
| 7          | 倉吉駅・倉吉バスセンター | 山陰特急バス           | 日本交通（大阪）・日本交通（鳥取）                   |
| 7          | 米子駅                   | 山陰特急バス           | 日本交通（大阪）・日本交通（神戸）・日本交通（鳥取） |

備考
- 広島方面行と岡山方面行きの『リョービエクスプレス』は、昼行便と夜行便でのりばが異なるため注意。

#### 淡路島・四国方面
| のりば番号 | 行き先                                                               | 路線名（通称）                            | 運行会社                                             |
| ---------- | -------------------------------------------------------------------- | ----------------------------------------- | ---------------------------------------------------- |
| 4          | 徳島駅                                                               | 阿波エクスプレス大阪号 （毎時35分発の便） | 西日本JRバス・本四海峡バス・JR四国バス               |
| 5          | 徳島駅                                                               | 阿波エクスプレス大阪号（上記以外の便）    | 西日本JRバス・本四海峡バス・JR四国バス               |
| 5          | 高知駅・はりまや橋・須崎駅                                           | 高知エクスプレス号（昼行便）              | 西日本JRバス・JR四国バス                             |
| 6          | 高松駅                                                               | 高松エクスプレス大阪号                    | 西日本JRバス・阪急観光バス・JR四国バス・四国高速バス |
| 6          | 丸亀駅                                                               | さぬきエクスプレス号                      | 四国高速バス                                         |
| 6          | 高速淡路志知・高松駅・国分寺                                         | フットバス                                | 高松エクスプレス                                     |
| 6          | 高知駅・はりまや橋・須崎駅                                           | 京阪神ドリーム高知号（夜行便）            | 西日本JRバス・JR四国バス                             |
| 6          | 松山駅・内子駅・伊予大洲駅・八幡浜駅                                 | 松山エクスプレス号                        | 西日本JRバス・JR四国バス                             |
| 7          | 須崎西崎町・窪川駅・中村駅・宿毛駅                                   | しまんとブルーライナー                    | 近鉄バス・高知西南交通                               |
| 8          | 大塚国際美術館・鳴門観光船のりば前                                   | SPA LINE鳴門・四国                        | 岸和田観光バス                                       |
| 8          | 淡路ハイウェイオアシス（ニジゲンノモリ）・洲本バスセンター           | かけはしニジゲンノモリ大阪号              | 西日本JRバス                                         |
|            | 坂出インターBT・善通寺本郷通り・三豊市役所・ゆめタウン三豊・観音寺駅 | 観音寺エクスプレス                        | JR四国バス                                           |

備考
- 『阿波エクスプレス大阪号』と『高知エクスプレス号』は、便によりのりばが異なるため注意。

#### 九州方面
| のりば番号 | 行き先                                                                                | 路線名（通称） | 運行会社               |
| ---------- | ------------------------------------------------------------------------------------- | -------------- | ---------------------- |
| 7          | 植木IC・桜町BT                                                                        | サンライズ号   | 近鉄バス・九州産交バス |
| 7          | 大村IC・諫早IC 長崎駅前南口・長崎新地TM                                               | オランダ号     | 近鉄バス・長崎自動車   |
|            | 中津サンライズホテル前・宇佐法鏡寺・別府北浜・大分〈トキハ前/フォーラス前〉・大分新川 | SORIN号        | 近鉄バス・大分バス     |